# Camilla Nilsson
Pour les articles homonymes, voir Nilsson.
Camilla Nilsson, née le 3 août 1967 à Östersund, est une ancienne skieuse alpine suédoise.

## Palmarès

### Championnats du monde
| Épreuve / Édition | Crans Montana 1987 |
| Géant             | 8e                 |

### Coupe du monde
- Meilleur résultat au classement général : 18e en 1987
  - 1 victoire : 1 slalom

#### Différents classements en coupe du monde
| Saison / Épreuve | Saison / Épreuve | Général | Général | Slalom | Slalom | Géant  | Géant  |
| ---------------- | ---------------- | ------- | ------- | ------ | ------ | ------ | ------ |
| Saison / Épreuve | Saison / Épreuve | Class.  | Points  | Class. | Points | Class. | Points |
| 1985             | 1985             | 62e     | 10      | 27e    | 10     | -      | -      |
| 1986             | 1986             | 60e     | 19      | 24e    | 18     | 41e    | 1      |
| 1987             | 1987             | 18e     | 67      | 8e     | 66     | 28e    | 9      |
| 1988             | 1988             | 20e     | 66      | 9e     | 50     | 16e    | 16     |
| 1989             | 1989             | 22e     | 56      | 11e    | 38     | 17e    | 18     |
| 1990             | 1990             | 32e     | 48      | 13e    | 38     | 24e    | 10     |

#### Détail des victoires
| Saison / Épreuve | Slalom  | Total |
| 1987             | Maribor | 1     |
| Total            | 1       | 1     |

- Ressources relatives au sport :   - Comité olympique suédois
  - Fédération internationale de ski (ski alpin)
  - Olympedia
  - Ski-DB